# Colector (religión)
El colector (del latín collectarius) es la persona encargada de recibir las limosnas, recaudar contribuciones, cobrar impuestos o cualquiera otra clase de prestación voluntaria o forzosa.
No pudiendo ni siendo conveniente que las autoridades, a quienes por cualquier motivo corresponde el derecho a exigir de sus subordinados alguna prestación, se ocupasen de recaudarla, nombraron personas encargados con este objeto, a quienes revistieron de las facultades necesarias  para el cumplimiento de su cargo. Según la autoridad que los elegía y la clase de recaudación que habían  de hacer, se les dio diferentes nombres, más o menos apropiados a la misión que tenían que desempeñar, tales como:
- colector apostólico o pontificio, los que estaban comisionados por la Santa Sede para recaudar prestaciones de carácter religioso
- colector de espolios: que tenían a su cargo la cobranza y administración de los expolios.
- colector de misas: para recibir las misas encargadas y distribuirlas entre los que las han de celebrar con el estipendio correspondiente.